# Ted Troost
Ted Troost (Rotterdam, 7 juli 1936 – 25 november 2024) was een Nederlands haptonoom.
Troost was in zijn jonge jaren een fanatiek sporter. Hij voetbalde en honkbalde bij Feijenoord en was een korte tijd tennisleraar, voordat hij een opleiding tot fysiotherapeut volgde. Tijdens een congres in de jaren '60 raakte Troost onder de indruk van de haptonomie en ging in de leer bij Frans Veldman, de grondlegger van deze methode. Na het vertrek van zijn leermeester naar Frankrijk, werd Troost directeur/eigenaar van de Academie voor Haptonomie en was verantwoordelijk voor de opleiding van tal van nieuwe collega's.
Naast zijn praktijk in Rotterdam bleef Troost verbonden aan de sportwereld. Hij werkte onder andere bij Xerxes, AZ'67, Chelsea en AC Milan. Begin jaren '80 behandelde hij de toen bekende schaatser Hein Vergeer. Nadat deze zich lovend had uitgelaten over de effecten van zijn behandeling, kwamen steeds meer topsporters bij hem voor begeleiding. Een van de hoogtepunten in de carrière van Troost was het Europees kampioenschap voetbal 1988, waar hij een groot deel van de Nederlandse spelers behandelde van het team dat in West-Duitsland Europees kampioen werd. Bondsarts Frits Kessel vond hem echter een charlatan. Seksualiteit was een belangrijke factor in zijn medische denken. Cursisten werden bij Troost soms in het kruis gegrepen. Door spelers letterlijk fysiek dichtbij elkaar te brengen, zoals ze bij elkaar op schoot te laten zitten of op elkaar te laten liggen, stimuleerde hij een gevoel van vertrouwen en wederzijds aanvoelen.
In 1989 verscheen zijn boek 'Het lichaam liegt nooit', dat meerdere keren is herdrukt.
Ook topmanagers wisten hem te vinden voor hun veerkracht en vitaliteit en die van hun medewerkers. Hij was terughoudend in zijn mediaverschijningen en trok zich geleidelijk terug. Toch bleef Troost actief en voerde hij tot enkele maanden voor zijn dood nog behandelingen uit.
Troost was getrouwd met Marianne van der Torre en kreeg vier dochters en een kleinzoon.
Hij overleed in november 2024 op 88-jarige leeftijd.